# Psathyropus luteomaculata
Psathyropus luteomaculata is een hooiwagen uit de familie Sclerosomatidae.